# 林秀琴 (藝人)
林秀琴（音譯：迪布絲；1978年9月29日—），台灣女藝人，2005年與棒球選手陳致遠結婚。

## 演藝
頻繁参加綜藝節目，例如《康熙來了》、《麻辣同學會》。2010年代前期，因參加綜藝節目機會，與金友莊、陳維齡、洪百榕、Vicky等5人稱為「黃金五嫂」。林秀琴因為黄金五嫂，人氣開始飆升，壓過了老公陳致遠。林秀琴性格大喇喇，任何話題都有得聊，毫不避諱的講話風格成為不少綜藝節目的常客。

## 戲劇
- 2000年 《一樣米養百樣人》飾演 蔡麗霞
- 2015年 《星座愛情雙魚女》飾演 孟婉君
- 2016年 《我和我的十七歲》飾演 陳姐
- 2017年 《只為你停留》飾演 早餐店老闆娘
- 2017年 《噗通噗通我愛你》飾演 老闆娘

## 電影
- 2003年 《陰陽情人》
- 2003年 《風流名妓》
- 2004年 《桃花煞》
- 2005年 《斷魂情》

## 爭議
林秀琴成名後和老公陳致遠曾在花蓮開過燒烤店，營運不佳收掉。後在台北花博美食區開原住民餐廳，設於台北花博美食區，但店面狹小又人潮稀少，為求升級換菜色、加新硬體，連續三年賠掉新台幣三百多萬元。
2018年3月份爆發林秀琴債務黑洞事件，遭友人鄭女士爆借新台幣38萬元不還；林秀琴則反擊稱是拿通告費時簽白條，後條子被人改寫成借據，反控對方詐欺，並表示自己賺很多不缺錢。然而兩周後案情大逆轉：鄭女士拿出過往Line對話紀錄，可見秀琴曾在赴日本旅行前在機場向鄭女調頭寸，同時多次借錢，甚至新台幣3萬元也在借，並諷刺自己的經紀人小偉抽成很多、卻不反向借錢給她。之後同為大嫂團的Vicky也突然發難，指控林秀琴開店期間要求她入股新台幣20萬元，但從未見過財務報表，之後要求退股被拒，後來被告知新台幣20萬元都沒了，她暗指林秀琴侵吞她的新台幣20萬，既然昨日在媒體表示自己賺很多，要求還款或是拿出財務報表來澄清。
事發後一個月內，原餐館的兩名服務生和會計也出來指控，當初倒閉前最後半個月薪資沒結，每人也才新台幣幾千到一萬之間，但林秀琴與陳致遠只表示自己也缺錢，就拒接電話一年多；而媒體見報後數天，林秀琴就迅速聯絡他們，把錢還清。

## 外部連結
- 陳致遠&林秀琴的樂fun人生。。。的Facebook專頁